# Xã Hopewell, Quận York, Pennsylvania
Xã Hopewell (tiếng Anh: Hopewell Township) là một xã thuộc quận York, tiểu bang Pennsylvania, Hoa Kỳ. Năm 2010, dân số của xã này là 5.435 người.